# Christine Charbonneau
Pour les articles homonymes, voir Charbonneau.
Christine Charbonneau (1943-2014), est une auteur-compositeur-interprète québécoise.
D'après Cécile Tremblay-Matte, auteur de La chanson écrite au féminin, « Christine Charbonneau est vraisemblablement l'auteur-compositeur qui a le plus créé pour les autres ». Plusieurs artistes ont chanté ses chansons, dont : Ginette Ravel, Renée Claude, Patsy Gallant, France Castel, Christine Chartrand, Ginette Reno et, en France, Sheila. Ses chansons Du fil des aiguilles et du coton, Censuré et Les femmes se classent parmi les succès des années 1970.

## Biographie

### Jeunesse
Elle est la troisième d'une fratrie de quatre filles, dont sa sœur la plus jeune, Marie Godard, est auteur de romans.
Christine Charbonneau écrit sa première chanson à l'âge de 12 ans. Elle s'accompagne à la guitare.
En 1958, elle étudie les arts décoratifs à l'Institut des arts appliqués de Montréal, et tout en poursuivant ses études, elle se constitue un répertoire de ses premières chansons.
Christine Charbonneau débute sérieusement sa carrière en 1959 à La Butte à Mathieu de Val-David. Icône du milieu, elle s'inscrit dans la mouvance musicale des chansonniers et à ce titre, poursuit une tournée ininterrompue des boîtes à chansons dans toute la Province.
C'est à cette époque qu'elle rencontre Guy Mauffette qui la prend sous son aile et la présente aux grands chanteurs québécois de l'époque et notamment à Félix Leclerc, qu'elle visite chez lui et à qui elle chante ses compositions dont Je te chercherai ; elle rencontre aussi Pierre Thériault, (Monsieur Surprise), qui l'invite à chanter à La Boîte à Surprise, une émission jeunesse de la télévision de Radio-Canada. Elle fait aussi la connaissance de Paul Legendre, réalisateur de l'émission radiophonique quotidienne Chez Miville, à Radio-Canada, là où elle va par la suite présenter quelques-unes de ses nouvelles chansons.
C'est à cette même époque qu'elle propose à Ginette Ravel, diseuse populaire, L'amour c'est comme un jour, que celle-ci enregistre sur son album qui paraît en 1963 chez RCA Victor. Renée Claude, une interprète montante de l'heure, crée, sur disques Sélect, Je te chercherai. En 1963, Christine Charbonneau enregistre son premier album Les insolences d'une jeune femme, également chez Sélect.
Le 24 juin 1965, elle chante à la grande Fête de la Saint-Jean, aujourd'hui la Fête nationale du Québec. Sur les tréteaux du Parc Jarry, devant quarante mille personnes, en compagnie de Pauline Julien, Clémence DesRochers, Jean-Pierre Ferland, Hervé Brousseau, Les Cailloux, Renée Claude, Claude Gauthier, Pierre Calvé et Pierre Létourneau, elle présente ses plus récents succès.
Très tôt, elle se fait remarquer par ses textes aux pointes d'ironie mordante, aux accents féministes, comme sa chanson La guerre des jupons, qu'elle enregistre, en 1966, sur son deuxième album, qui parait chez les disques Triomphe.

### La fin des années 1960
Le réalisateur de la Société Radio-Canada, Jacques Blouin la découvre. Elle participe à l'émission de télévision En quête de chansons, réalisée par Roger Fournier. Puis, elle chante dans une émission spéciale télévisée, sous la direction de Maurice Dubois, En habit du dimanche, une émission où l'on présente les artistes de la relève. Y participent aussi Danielle Oddera, Pierre Létourneau, Lawrence Lepage, Claude Gauthier, Pierre Calvé. La télévision sera dès lors son médium préféré et elle délaissera les boîtes à chansons, qui sont en déclin, espérant ainsi atteindre ainsi un plus vaste public. C'est à ce moment qu'elle fait son entrée à CFTM Télé-Métropole, à l'émission Dix sur dix, animée par Réal Giguère.
En 1966, Christine Charbonneau participe à plusieurs des émissions de la télé-série pan-canadienne Mon pays mes chansons, réalisée par Anton Vandewater et animée par Gemma Barra. Ces émissions sont présentées sur les ondes de Radio-Canada. Elle y chante entre autres La beatnick, Au pays du soleil, Dans un jour, La guerre des jupons, en compagnie de François Dompierre, Jacques Blanchet, Pauline Julien, Gordon Lightfoot, Claude Léveillée, Jean-Pierre Ferland et Joni Mitchell.
En 1967, elle est l'invitée du Pavillon du Québec à l'Exposition universelle de Montréal, « Terre des hommes », et y présente son tour de chant.
Son troisième album paraît chez Les Disques Gamma en 1968. Les arrangements sont signés François Dompierre. Christine Charbonneau chante des compositions d'inspiration plus classique, Le pays dont je parle, Le rêve, Quand l'amour naît, Les poètes. Aussi des bossa-novas et des mélodies à saveur jazz, dont En courant dans l'herbe, Filles sur la couverture, Ville-Marie, L'enfer. Cette même année, Roger Fournier lui confie l'animation d'une émission spéciale Beaux-Dimanches dont le thème est l'astrologie, et qu'elle animera avec Shirley Théroux.
Elle co-anime en 1968, avec l'auteur-compositeur-interprète Jacques Blanchet, l'émission télévisée Tête heureuse de la Société Radio-Canada. Elle y chante en duo ses chansons et celles de son co-animateur. En 1969, elle retrouve Jacques Blanchet et il co-animent l'émission de radio Tour à tour sur les ondes de la SRC.
En août 1969, Elle chante au « Festival de Spa », en Belgique.

### Composer pour les autres
Les années 1970 sont l'époque la plus intense de sa carrière d'auteur-compositeur, époque marquée par l'enregistrement de plusieurs dizaines de ses chansons par d'autres interprètes qui les font connaître sur leurs trente-trois tours.
On pense à France Castel et à Patsy Gallant qui enchaînent succès sur succès. Du fil des aiguilles et du coton, chanson enregistrée par France Castel sur disques Profil, accède à la sixième place et se maintient au palmarès pendant seize semaines. Cette chanson est également la toute première chanson interprétée par Céline Dion, lors du mariage de son frère Michel en 1973, alors que la future star n'a encore que cinq ans.
Les chansons de Patsy Gallant Tout va trop vite, Le lit qui craque, Un jour comme les autres, et Thank you come again, présentées sur les albums Patsy Gallant, Tout va trop vite en 1972 et Toi l'enfant en 1974, chez Columbia Records, mènent la chanteuse aux premières places du palmarès.
En 1974, Christine Charbonneau écrit une première chanson pour Ginette Reno, Donne l'amour. La chanson Oublie-moi figure également sur cet album de Ginette Reno intitulé Je ne suis qu'une chanson, enregistré en 1979 sur étiquette Melon-Miel et qui s'est vendu en quelques mois à 350 000 exemplaires.
Michel Louvain et Claude Valade remontent aux premières places du palmarès québécois grâce aux chansons que Christine Charbonneau écrit pour eux. La dame en bleu chez Mirabel, est pour Michel Louvain, le plus grand succès de sa carrière. Viens t'étendre aux creux de mes bras Aide-moi à passer la nuit J'ai dit non, celles-ci chantées par Claude Valade sur étiquette London Deram,, deviennent rapidement des incontournables sur les ondes québécoises.
Lors d'une émission de télévision, Christine propose à Patsy Gallant sa chanson Les femmes (Qu'y a-t-il dans le cœur des femmes) que Patsy chante et qui paraît en 1974 sur l'album Toi l'enfant (Columbia Records) et fait l'objet d'un quarante-cinq tours en 1975.
La chanson Les femmes (Qu'y a-t-il dans le cœur des femmes ?) est ensuite reprise l'année suivante (1976) par Sheila en France sur l'étiquette Carrère, d'abord en 45 tours, Les femmes, puis sur l'album 33 tours L'amour qui brûle en moi. Sheila en fait un véritable succès et accède à la première place du palmarès français en novembre 1976, et s'y maintient pendant douze semaines. Cette chanson apporte à la chanteuse une révolution de modernisme. On la retrouve sur plusieurs enregistrements, compilations, et clips de la star.
En 2008 la chanson Les femmes, interprétée par Sheila, est choisie pour faire partie de la trame sonore du film Stella de Sylvie Verheyder.
Christine Charbonneau co-anime en 1974 avec Pierre Thériault, Roger Joubert et France Castel, la télé-série de la Société Radio-Canada, Au clair de la lune. Elle participe également à un autre spécial Beaux Dimanches consacré aux chansons de Burt Bacharach. Christine chante et écrit plusieurs des adaptations françaises du compositeur. Les artistes invités sont René Simard, Nicole Martin, France Castel, Christine Chartrand. La réalisation est signée Richard Martin.
En 1974, France Castel enregistre un nouvel album des chansons de Christine Charbonneau. La chanson titre Je le vois dans ma soupe sur disques Image, s'impose comme le succès de l'heure au Québec. Vient ensuite un nouvel album de France Castel, Moi j'veux pas déranger personne. Les chansons Dominique, Au fond de nous, Puzzle et L'Amitié connaissent un succès d'estime sur les ondes des radios FM. Cette même année, Christine Charbonneau contribue au nouvel album de Renée Martel, Réflexions chez Spectrum, avec Une nuit je t'avais vu dont elle écrit les paroles sur une musique de Jean-Guy Chapados.
Christine Charbonneau prend ensuite un virage pop et lance en 1975 C'est pas c'que tu penses, son quatrième album produit par Leon Aronson pour les disques Pléiade/Polydor. Avec sa chanson disco Censuré, elle ne tarde pas à accéder au palmarès québécois, et à s'y maintenir pendant presque cinq mois. Censuré se hisse également en sixième position du palmarès du Billboard Magazine, Section discothèques, pour l'État de New-York.
Christine enregistre Quintessence, son cinquième album qui parait en 1977 chez Pléiade/Polydor. Elle y chante Magie, À mes amis, La vérité, Ça commence toujours par l'amour, Mon amour mon ami mon frère , La première neige, La vie mon enfant. On remarque aussi une chanson où l'auteur se raconte, Ahuntsic. Cette chanson est choisie en 2008, comme l'une des œuvres qui représentera la ville de Montréal sur l'album-concept, Montréal en 28 chansons.
Ça commence toujours par l'amour, Magie et Mon amour mon ami mon frère tournent beaucoup sur la radio FM. Au début de l'année 1978, Christine Charbonneau est l'invitée de Jeanette Biondi à l'émission télé-concert de Radio-Québec Télé-Québec, Moi, mes chansons.

### Productrice
L'auteur-compositeur-interprète devient ensuite productrice de disques et produit en 1978 chez Kébec-Disc Les Jumelles cosmiques, l'une de ses compositions, qui est le thème musical d'un projet de télé-série du même nom. La chanson, par son rythme et son sujet, touchera le jeune public québécois et gravira le palmarès dans plusieurs villes du Québec.
Dans la même veine, elle produit, en 1981, une autre de ses compositions, Magie de Noël qui paraît chez les disques Able. Elle est chantée par Catherine, sa fille de 11 ans, en duo avec Natercia. Sur la face B, Christine enregistre sa propre interprétation de cette chanson. Elle présente ce quarante-cinq tour à l'émission Michel Jasmin de Télé-Métropole en compagnie des deux jeunes chanteuses. Leur version touchante de l'œuvre est bien accueillie tant à la télé qu'à la radio qui la jouent pendant la période de Noël cette année-là.
Christine Charbonneau rencontre alors Nelson Caron, son nouvel associé et producteur de disques, qui produit en 1981 chez Gamma Héros du quotidien, une chanson au regard humoristique et contestataire sur la situation des femmes et des gagne-petits. Après une courte tournée de promotion, la chanson se hisse en trente-quatrième place du palmarès québécois, avec sur la face B, Tu es. Les deux chansons jouissent d'une couverture radiophonique qui pourrait laisser espérer un album dans les mois qui suivent, mais les ventes ne sont pas au rendez-vous.
Les quarante-cinq tours sont en voie rapide de disparition et font progressivement place au numérique qui s'impose à grands pas. Aux prises avec un marché du disque incertain et un monde de la musique en plein bouleversement, Christine Charbonneau renonce, pour l'heure, à enregistrer d'autres chansons.
Elle continue cependant d'écrire et de donner des chansons à plusieurs interprètes québécois. Jacques Salvail enregistre Mille et une nuits. Christine Bouffard créé sur disque Avant toi. Michèle Richard enregistre Je connais un ange, qui grimpe à la première place du palmarès et y reste sept semaines. Annie Jacques enregistre Le petit jardin, Shirley Théroux, L'amour avec toi. Christine Chartrand enregistre L'amour est un ballon, et les Toulouse chantent sur leur album la chanson titre intitulée Trois dimensions.
En 1989, à la suite d'une rencontre avec Lady Alys Robi, Christine Carbonneau écrit pour elle les paroles et la musique de la chanson Un long cri dans la nuit chanson dont le titre deviendra celui de sa dernière autobiographie. Cette chanson s’inspire des cinq années que la diva a passées dans un asile psychiatrique de la ville de Québec. Malheureusement Lady Alys n'aura pas le temps de la faire sur disque, mais elle la chantera en concert et au Téléthon Jean Lapointe en mars 2011, quelques mois avant son décès.

### Beaux-arts et poésie
En 1991, Christine Charbonneau se remet à la peinture et présente en juin 1993, une exposition solo d'une trentaine de ses œuvres inspirées par le Cosmos, au Ottawa Woman's Credit Union.
En 1998, elle revient à ses premières amours, la poésie. Après l'écriture de son premier recueil, Le vol du papillon, elle écrit Essences, et Nuit d'encre, recueils d'une soixantaine de poèmes chacun, qui sont en attente d'un éditeur-papier. Comme son premier objectif est d'être lue, elle publie certains de ses poèmes sur le net.
Christine Charbonneau franchit l'entrée du nouveau millénaire avec la mise sur le marché d'un premier CD, Censuré, une compilation de son deuxième et quatrième albums parus chez Triomphe et chez Polydor, et repris chez les disques Mérite.

### Engagement et participation
Christine Charbonneau va œuvrer dès le début des années 1970 dans différents organismes dédiés à l'amélioration et au développement du statut des artistes-chanteurs et de la chanson québécoise en général. Elle participe, aux côtés de Jacques Michel et d'autres chansonniers, à ce qui deviendra, après de nombreuses transformations, la Société des auteurs et compositeurs du Québec.
Elle est nommée, à l'Union des artistes en 1976, en remplacement de Gilles Vigneault, puis, en 1977, à la toute nouvelle Commission du disque de l'Union des artistes, en compagnie du chanteur Robert Demontigny. De 1974 à 1978 elle siège au Conseil d'administration de la CapacSOCAN avec ses confrères Marc Fortier, Micheline Coulombe Saint-Marcoux, Stéphane Venne, Clermont Pépin, Rosaire Archambault, Neil Chotem, Louis Applebaum.

## Discographie
Albums
- Censuré, Mérite, 2000 (Compilation)
- Quintessence, Disques Pléiade, 1977
- C'est pas c'que tu penses, Disques Pléiade, 1975
- Christine Charbonneau Gamma, 1968
- Christine (Charbonneau), Triomphe, 1966
- Les insolences d'une jeune femme, Sélect, 1963

Singles
- Magie de Noël (Catherine Joubert et Natercia Vasconcelos (1981, Able, AB-980) (Christine Charbonneau face B)
- Héros du quotidien / Tu es (1980, Gamma, AA 1701). Studio Listen Audio.
- Les jumelles cosmiques (avec Michelle François) / Instrumental (1978, Kébec-Disc, KD-9044)
- La première neige / Magie (1977, Disques Pléiade, Polydor 2065 374)
- Seule / À mes amis (1977, Disques Pléiade, Polydor PRCL S 5451)
- Censuré / Je t'aime même quand tu m'boudes (1975, Les disques Polydor/France 2065 269)
- Je t'aime même quand tu m'boudes / Les faiseurs de chansons (1975, Disques Pléiade, Polydor 2065 277)
- Censuré / Mon amour, mon ami, mon frère (juillet 1975, Disques Pléiade, Polydor 2065 258)
- Partons ensemble / Le bonheur n'est pas ici (décembre 1971, Profil, PR 2511) Studio Son Québec.
- Chanson des fonctionnaires / Instrumental (196x, CSN, MG-6627/6628)
- Les enfants du paradis / Dors mon amour (novembre 1969, London, FC. 796). Studio André Perry, Longueil.
- Je n'avais pas compris (Joni Mitchell, (Both Sides Now))
- En courant dans l'herbe (mars 1969, Gamma, AA 1038)
- Le rêve / Ma chanson préférée (1968, Gamma, AA 1023)
- Le pays dont je parle / Papa gâteau (1968, Gamma, AA 1019)
- Au pays du soleil / Quand j'aurai (1966, Triomphe, TR-7811)
- Ne pleure pas / De vous à moi (1964, Dinamic, DC 2026). SOCAN. SODRAC.